# Moscato di Trani liquoroso
Il Moscato di Trani liquoroso è un vino DOC la cui produzione è consentita nelle province di Bari e Foggia.

## Caratteristiche organolettiche
- colore: giallo dorato.
- odore: aroma intenso, caratteristico.
- sapore: alcolico, dolce, vellutato.

## Produzione
Provincia, stagione, volume in ettolitri
- nessun dato disponibile